# Șobolan de câmp
Șobolanul de câmp (Apodemus agrarius), numit și șoarece vărgat de câmp, șoarece dungat de câmp, șoarece cu dungă sau șoarece vărgat de apă, este o rozătoare din familia Muridae. Arealul speciei se întinde din Europa de Est până în Asia de Est.

## Taxonomie
Șobolanul de câmp a fost descris științific pentru prima oară în 1771 de către Peter Simon Pallas drept Mus agrarius, dar a fost ulterior mutat în genul Apodemus. Printre sinonimele acceptate ale sale se numără Apodemus albostriatus (Bechstein, 1801), A. caucasicus (Kuznetzov, 1944), A. chejuensis (Johnson și Jones, 1955), A. coreae (Thomas, 1908), A. gloveri (Kuroda, 1939), A. harti (Thomas, 1898), A. henrici (Lehmann, 1970), A. insulaemus (Tokuda, 1939 și 1941), A. istrianus (Kryštufek, 1985), A. kahmanni (Malec și Storch, 1963), A. karelicus (Ehrström, 1914), A. maculatus (Bechstein, 1801), A. mantchuricus (Thomas, 1898), A. nicolskii (Charlemagne, 1933), A. nikolskii (Migouline, 1927), A. ningpoensis (Swinhoe, 1870), A. ognevi (Johansen, 1923), A. pallescens (Johnson Jones, 1955), A. pallidior (Thomas, 1908), A. pratensis (Ockskay, 1831), A. rubens (Oken, 1816), A. septentrionalis (Ognev, 1924), A. tianschanicus (Ognev, 1940) și A. volgensis (Kuznetz, 1944).

## Descriere
Părțile superioare ale șobolanului de câmp sunt de culoare brună-cenușie cu o tentă ruginită, cu o dungă proeminentă de culoare neagră aflată în mijlocul părții dorsale. Părțile inferioare sunt mai palide și sunt cenușii. Urechile și ochii sunt relativ mici. Lungimea corpului ajunge la 126 mm, cu o coadă de până la 90 mm și cântărește până la 50 g.

## Răspândire și habitat
Șobolanul de câmp are o răspândire extinsă, dar disjunctă, împărțită în două areale. Primul ajunge din centrul și estul Europei până la Lacul Baikal (Rusia) în nord și până la China în sud. Al doilea include părți din Orientul Îndepărtat Rus și de acolo ajunge din Mongolia până în Japonia. Extinderea sa în Europa de Est pare a fi relativ recentă; se presupune că specia a ajuns în Austria în anii 1990. Țările incluse în arealul său sunt Armenia, Austria, Azerbaidjan, Belarus, Bosnia și Herțegovina, Bulgaria, China, Coreea de Nord, Coreea de Sud, Croația, Cehia, Danemarca, Estonia, Finlanda, Georgia, Germania, Grecia, Italia, Japonia, Kazahstan, Kârgâzstan, Letonia, Lituania, Republica Moldova, Mongolia, Muntenegru, Myanmar, Macedonia de Nord, Polonia, România, Rusia, Serbia, Slovacia, Slovenia, Taiwan, Turcia, Ucraina și Ungaria. Nu se știe sigur dacă se găsește sau nu în Albania.
Șobolanul de câmp se găsește într-o varietate largă de habitate, incluzând margini de regiuni împădurite, pajiști și regiuni mlăștinoase, pășuni și grădini, și zone urbane. Iarna, poate fi găsită în grămezi de fân, magazii și locuințe.

## Ecologie
Șobolanul de câmp excavează la o adâncime mică o vizuină scurtă cu o cameră de cuibărit. Este nocturn în timpul verii, dar în principal diurn pe durata iernii. Dieta sa variază și include părți verzi ale plantelor, rădăcini, semințe, fructe de pădure, nuci și insecte. Într-un an sunt născute 3 până la 5 rânduri de pui, cu o medie de 6 pui într-un rând, populația putându-se dezvolta rapid într-un sezon bun. Printre factorii limitativi se numără ploile torențiale care sunt frecvente în timpul unui sezon cald, înghețarea timpurie a solului și vânarea speciei.

## Stare de conservare
Șobolanul de câmp este un dăunător agricol comun de-a lungul arealului său, mai ales în anii în care populația numără foarte mulți indivizi, și un vector natural al bolilor asociate frecvent cu rozătoarele din familia Muridae. Per total, este răspândit la nivel larg și este comun și nu au fost identificate amenințări deosebite pentru specie, așa că Uniunea Internațională pentru Conservarea Naturii clasifică șobolanul de câmp drept specie neamenințată cu dispariția.